# برايان لوكوود
برايان لوكوود (بالإنجليزية: Brian Lockwood)‏ هو مخرج أمريكي، ولد في 19 مايو 1959 في كليرواتر في الولايات المتحدة.

## وصلات خارجية
- الموقع الرسمي
- برايان لوكوود على موقع IMDb (الإنجليزية)
- برايان لوكوود على موقع قاعدة بيانات الفيلم (الإنجليزية)